# Polypogon tenuis
Polypogon tenuis är en gräsart som beskrevs av Adolphe-Théodore Brongniart. Polypogon tenuis ingår i släktet skäggrässläktet, och familjen gräs. Inga underarter finns listade i Catalogue of Life.